# جام تخت جمشید ۱۳۵۲
جام تخت جمشید ۱۳۵۲ نخستین دوره جام تخت جمشید و سومین دوره لیگ فوتبال ایران که توسط فدراسیون فوتبال ایران برگزار شد.
تیم پرسپولیس تهران برای دومین بار پیاپی قهرمان این دوره از رقابت‌ها شد.

## پیش‌زمینه
با تغییر رئیس فدراسیون فوتبال در اواسط سال ۱۳۵۱ وقفه ای در لیگ سراسری باشگاه‌های ایران ایجاد شد اما اصول پرپایی چنین مسابقاتی از بین نرفت و حتی برپایی تشکیل لیگ دسته دوم باشگاه‌های ایران نیز در دستور کار قرار گرفت. فدراسیون آتابای تغییراتی در آئین‌نامه لیگ سراسری ایجاد کرد که به‌طور اهم می‌توان به موارد زیر اشاره نمود:
- نام لیگ سراسری به جام تخت جمشید تغییر یافت
- تعداد تیم‌ها از ۸ تیم به ۱۲ تیم افزایش پیدا کرد
- کلیه باشگاه‌های همنام از مسابقات کنار گذارده شدند
- سهمیه تهران ۶ تیم و شهرستانها نیز ۶ تیم اعلام شد

## جدول رده‌بندی
| رده | تیم             | بازی | برد | مساوی | باخت | گل‌زده | گل‌خورده | تفاضل | امتیاز |
| --- | --------------- | ---- | --- | ----- | ---- | ----- | ------- | ----- | ------ |
| ۱   | پرسپولیس        | ۲۲   | ۱۵  | ۷     | ۰    | ۴۶    | ۴       | ۴۲+   | ۳۷     |
| ۲   | تاج             | ۲۲   | ۱۴  | ۷     | ۱    | ۴۴    | ۱۵      | ۲۹+   | ۳۵     |
| ۳   | پاس             | ۲۲   | ۱۳  | ۷     | ۲    | ۳۲    | ۷       | ۲۵+   | ۳۳     |
| ۴   | عقاب            | ۲۲   | ۱۰  | ۱۰    | ۲    | ۳۰    | ۱۳      | ۱۷+   | ۳۰     |
| ۵   | ملوان           | ۲۲   | ۱۰  | ۴     | ۸    | ۲۷    | ۲۳      | ۴+    | ۲۴     |
| ۶   | صنعت نفت        | ۲۲   | ۸   | ۴     | ۱۰   | ۲۵    | ۳۳      | ۸-    | ۲۰     |
| ۷   | راه‌آهن          | ۲۲   | ۶   | ۷     | ۹    | ۱۹    | ۲۴      | ۵-    | ۱۹     |
| ۸   | بانک ملی        | ۲۲   | ۵   | ۶     | ۱۱   | ۱۵    | ۳۱      | ۱۶-   | ۱۶     |
| ۹   | نورد اهواز      | ۲۲   | ۴   | ۸     | ۱۰   | ۱۹    | ۴۰      | ۲۱-   | ۱۶     |
| ۱۰  | ذوب‌آهن          | ۲۲   | ۴   | ۷     | ۱۱   | ۲۳    | ۳۵      | ۱۲-   | ۱۵     |
| ۱۱  | برق تهران       | ۲۲   | ۲   | ۸     | ۱۲   | ۱۶    | ۳۲      | ۱۶-   | ۱۲     |
| ۱۲  | ماشین‌سازی تبریز | ۲۲   | ۱   | ۵     | ۱۶   | ۱۱    | ۴۸      | ۳۷-   | ۷      |

## جدول گلزنان
| رتبه | نام             |    | باشگاه   |
| ---- | --------------- | -- | -------- |
| ۱    | غلامحسین مظلومی | ۱۵ | تاج      |
| ۲    | غفور جهانی      | ۱۳ | ملوان    |
| ۳    | سیاوش حیدری     | ۱۰ | ذوب‌آهن   |
| ۳    | عزیز اسپندار    | ۱۰ | ملوان    |
| ۴    | فریبرز اسماعیلی | ۸  | عقاب     |
| ۴    | علی جباری       | ۸  | تاج      |
| ۴    | حسین کلانی      | ۸  | پرسپولیس |
| ۴    | صفر ایرانپاک    | ۸  | پرسپولیس |